# Peter II. Orseolo
Peter II. Orseolo (italijansko Pietro II. Orseolo) je bil od leta 991 do 1009 beneški dož, * 961, † 1009. 
Med njegovo vladavino se je začelo obdobje širjenja Beneške republike na vzhod, ki je trajalo večji del 500 let. Svoj vpliv v romaniziranih dalmatinskih naseljih je zavaroval pred Hrvati in Neretvani, jih osvobodil plačevanja davkov slednjim, osvojil otoka Korčula (Curzola) in Lastovo (Lagosta) in pridobil Dubrovnik (Ragusa). Poročen je bil z Marijo Candiano.

## Vladanje

### Odnosi z Bizantinskim cesarstvom
Leta 992 je Peter II. Orseolo sklenil sporazum z bizantinskim cesarjem Bazilijem II. za prevoz bizantinskih čet v zameno za trgovske privilegije v Konstantinoplu.
Po ponavljajočih se pritožbah dalmatinskih mestnih držav leta 997 je beneška flota pod Orseolovim vodstvom na dan Vnebohoda leta 998 napadla neretvanske pirate in jih porazila. Peter je nato privzel naziv dux Dalmatianorum (vojvoda Dalmatincev) in ga prenesel na sina Ivana Orseola. 

### Politika požgane zemlje
9. maja 1000 se je odločil, da bo med zadnjimi hrvaško-bolgarskimi vojnami dokončno zatrl Hrvate in Neretvane ter zaščitil beneške trgovske kolonije in interese romaniziranih Dalmatincev. Njegova flota šestih ladij je brez težav požgala celotno vzhodno jadransko obalo. Uprli so se samo Neretvani. Ko so slednji ukradli blago in ujeli štirideset trgovcev iz Zadra, je dož za njimi poslal deset ladij, ki so Neretvane dohitele pri otoku Kača, jih vse ujele in zmagoslavno pripeljale v Split. Tam so neretvanski odposlanci zahtevali izpustitev ujetnikov, s čimer se je Peter II. strinjal pod pogojem, da se mu pokloni neretvanski arhont. Poleg tega bi se morali Neretvani odpovedati davku, ki so ga morale Benetke plačevati od leta 948, in zagotoviti varno plovbo beneških ladij po Jadranu. 
Peter II.  je izpustil vse ujetnike razen šestih, ki jih je obdržal kot talce. Neretvani so se potem nekako pomirili, prebivalci Korčule pa so nadaljevali vojno proti Orseolu, vendar so bili na koncu poraženi. Beneškim vpadom se je upiralo samo še Lastovo, sicer razvpito zatočišče piratov. V prizadevanju, da bi dokončno zadušil njihov upor, je ukazal evakuacijo otoškega mesta, ker se je mesto upiralo, pa ga je na koncu zravnal z zemljo. 
V času, ko je Peter II. podjarmil Lastovo, je v Benetke pobegnil nekdanji hrvaški kralj Svetoslav Suronja, ki sta ga odstavila njegova brata. Da bi okrepil svoj oslabljen položaj, se je hrvaški kralj Štefan I. poročil s Pterovo hčerko Joscello (Hicela). Njun sin Peter Krešimir IV. je leta 1059 postal hrvaški kralj. 
Peter II. Orseolo je bil poročen z Marijo Candiano, hčerko doža Vitaleja Candiana in nečakinjo doža Petra IV. Candiana. Njun sin Ivan je bil leta 1003 izbran za očetovega naslednika, po njegovi smrti leta 1007 pa je njegovo mesto zasedel brat Oton. Dož je postal leta 1026. Njegov sin Peter je vladal kot ogrski kralj. Otroci Petrovega mlajšega sina Domenica Orseola so se naselili v Raveni in postali steblo družine Orsini. 

## Zapuščina
Dan njegove zmage nad Neretvani se je začel slaviti kot Festa della Sensa, Festival Vnebovzetja, najstarejši festival v Benetkah. Obeležili so ga tako, da sta dož in škof Olivolo plula mimo Lida in blagoslovila vode ter priklicala srečo za beneško mornarico. 